# Jaffueliobryum raui
Jaffueliobryum raui är en bladmossart som beskrevs av Thériot 1928. Jaffueliobryum raui ingår i släktet Jaffueliobryum och familjen Grimmiaceae. Inga underarter finns listade i Catalogue of Life.